# Concilio di Tours (567)
Il concilio di Tours del 567 fu il secondo sinodo della Chiesa Franca che ebbe sede nella città di Tours; fu celebrato il 18 novembre 567 nella basilica di San Martino.
Il concilio approvò 27 canoni. Tra questi, decretò che ogni chierico trovato a letto con sua moglie sarebbe stato scomunicato per un anno e ridotto allo stato laicale, e che due monaci non potevano dormire nello stesso letto.
I canoni furono sottoscritti da nove vescovi: Eufronio di Tours, Pretestato di Rouen, Germano di Parigi, Felice di Nantes, Caletrico di Chartres, Domiziano  di Angers, Vittorio di Rennes, Domnolo di Le Mans e Leudobaldo di Séez.